# Бакланов Михайло Іванович
Бакланов Михайло Іванович (народився: 12 лютого (30 січня за старим стилем) 1914, село Іванівка Миколаївської волості Маріупольського повіту Катеринославської губернії, (нині Волноваський район Донецької області, Україна)   -  помер 23 січня 1990, Мінськ, ⁣ Білорусь)  - білоруський архітектор. Заслужений архітектор Білоруської РСР (1969).

## Біографія
Михайло Іванович Бакланов народився у селянській родині на Донеччині. Після закінчення школи фабрично‑заводської освіти працював креслярем на Донецькому металургійному заводі. У 1932–1936 роках навчався в Харківському архітектурно‑будівельному технікумі, а в 1936–1941 роках — в Харківському інженерно‑цивільному інституті, але навчання перервала мобілізація в армію у грудні 1940 року.
Під час Другої світової війни служив у 17-му окремому аеростатному дивізіоні поблизу Білостока. У липні 1941 року потрапив у німецький полон; втік у березні 1943 року й вступив до партизанської бригади «Народні месники» в Мінській області БРСР. За мужність нагороджений медаллю «Партизану Вітчизняної війни» І ступеня.
Після звільнення Михайла направили до Мінська (серпень 1944 року), де він приєднався до архітектурно‑планувальної майстерні при Раді Народних Комісарів БРСР, очолюваної професором М. М. Барщем. З 1946 року — член Спілки архітекторів СРСР.
Після виходу пенсію захопився живописом, копіював твори російських художників другої половини ХІХ століття.
Член Спілки архітекторів СРСР з 1946 року. Жив у Мінську. Помер 23 січня 1990 року.

## Професійна дільність та творчість

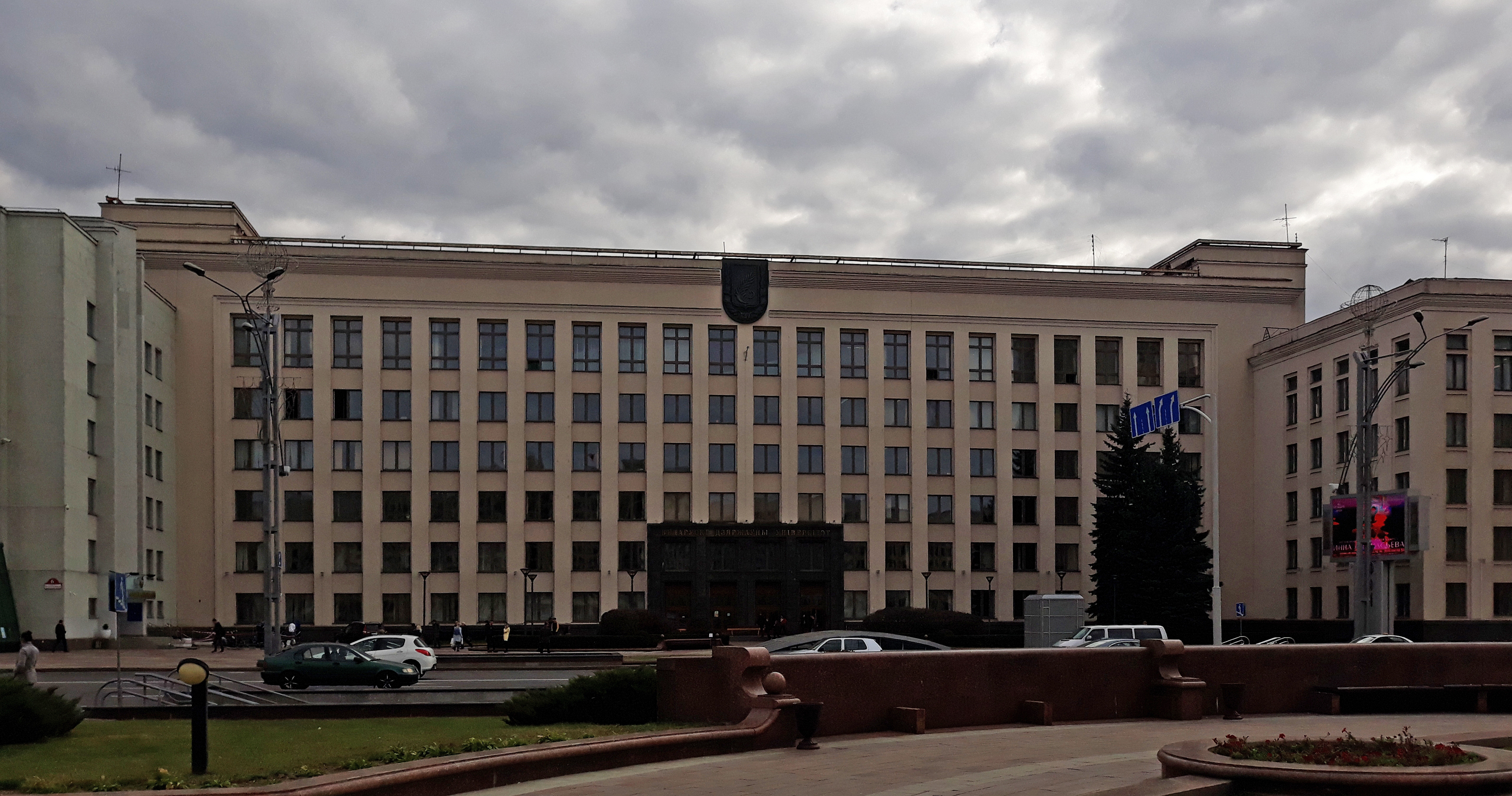
Головний корпус БДУ

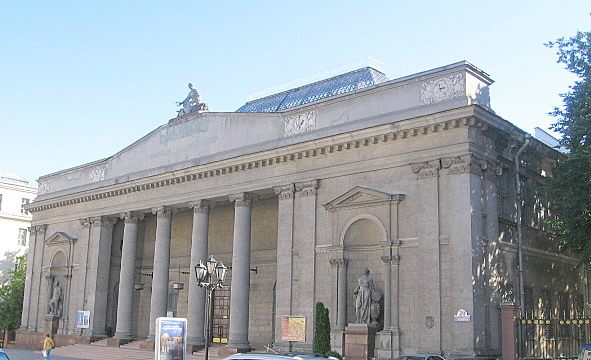
Національний художній музей Республіки Білорусь

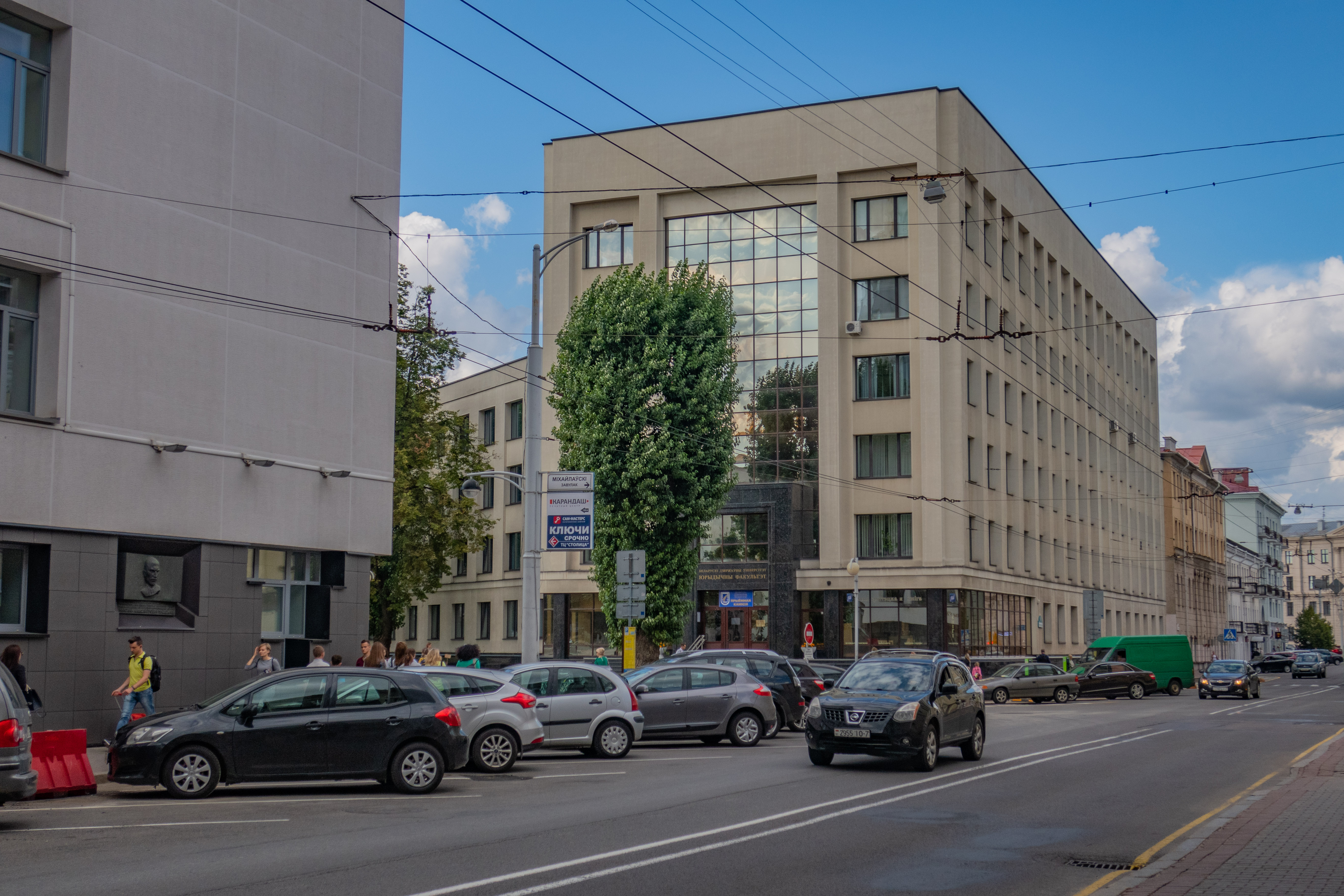
Колишній навчальний корпус Мінського медичного інституту (нині юридичний факультет Білоруського державного університету)

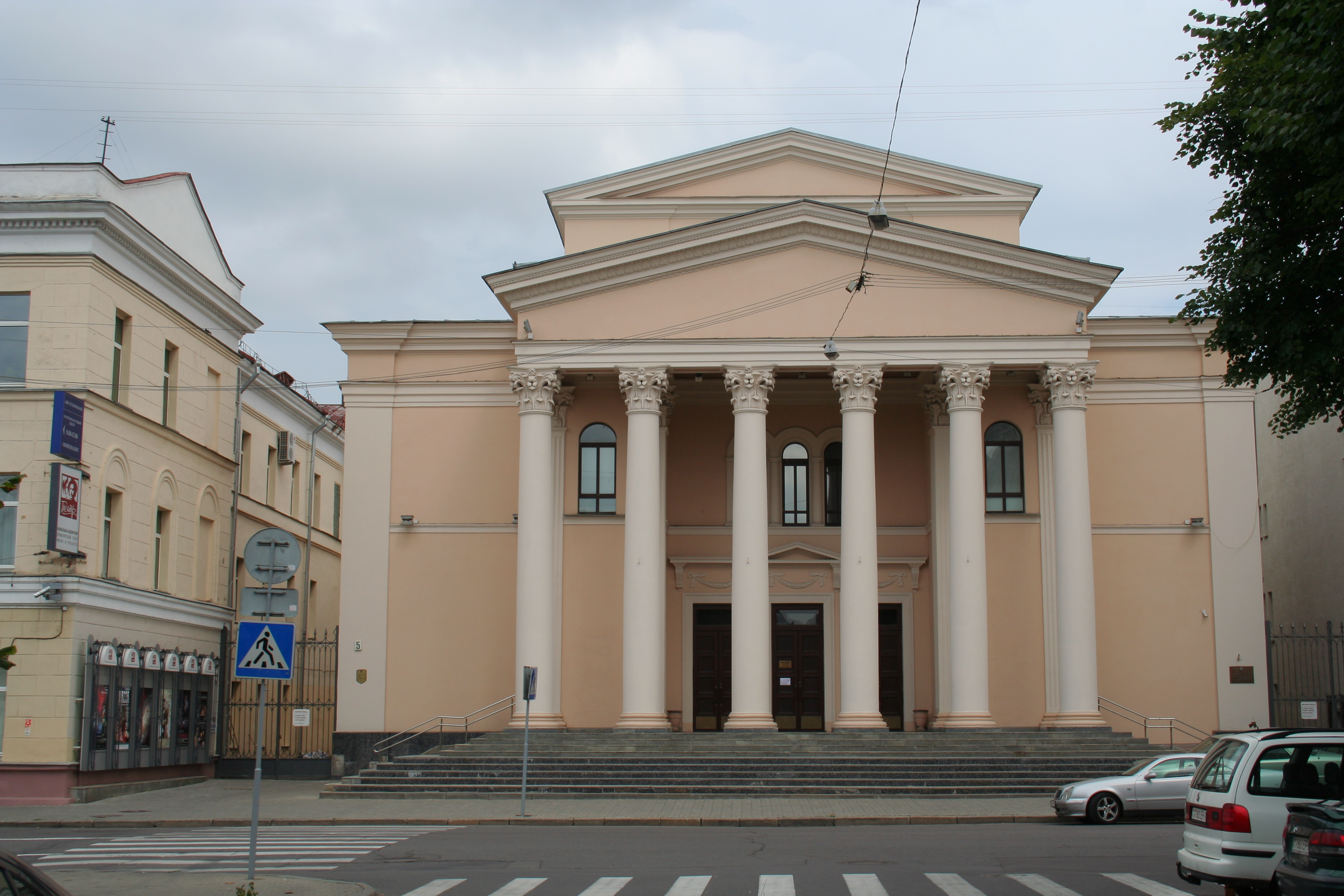
Національний академічний драматичний театр імені Максима Горького

З 1944 до 1975 року працював в інституті «Білдержпроект» (Білгородпроект) у Мінську: пройшов шлях від простого архітектора до керівника архітектурної майстерні.

### Основні проекти:
Реконструкція Державного російського драматичного театру БРСР (1948 ⁣ — ⁣⁣⁣1950).
Будівля Центрального статистичного управління (ЦСУ) — Мінськ (1952⁣ — ⁣1954)
Архітектурно‑будівельний технікум (1954)
Державна картинна галерея БРСР (1954–1957) — нині Національний художній музей РБ Мінськ.Житлові будинки: на вул. Карла Маркса (1954), на розі вул. Захарова і Першотравневої (1958).
Житлові будинки: на вул. Карла Маркса (1954), на розі вул. Захарова і Першотравневої (1958).
Медичний інститут (1966).
Факультет радіофізики та електроніки БДУ (1966, разом з Н. Дяментьєвою).
Головний корпус туристичної бази (1968⁣ — ⁣1972).
Комплекс відпочинку «Сосни» на озері Нароч (1975) в Мядельському районі Мінської області.
Комплекс відпочинку «Сосни» на озері Нароч (1975) в Мядельському районі Мінської області.
Учбові корпуси Білоруського інституту механізації сільського господарства (1960, розширення 1973⁣ — ⁣1980) .
Також серед робіт — проект дачі Ради Міністрів у Біловезькій пущі, кінотеатр «Побєда», пам’ятник Якубу Коласу тощо.

## Нагороди
Орден Трудового Червоного Прапора (1958).
Орден Вітчизняної війни II ступеня (1985)
Медалі та Почесна грамота (1969)
Грамоти Президії Верховної Ради БРСР (1949, 1954).
Звання "Заслужений архітектор Білоруської РСР" (1969).
Занесений до Книги Народної Слави «Білгородпроекту» .

## Спадщина та вшанування
2014 року у Національному художньому музеї РБ відкрилася виставка, присвячена 100-річчю з дня народження Бакланова: документи, фотографії, його проекти зберігаються в фондах БДАНТД (Білоруський Державний Архів Науково‑Технічної Документації), передані дружиною архітектора.